# 3gp
3gp è un formato di file messo a punto dal gruppo 3GPP. I file di questo tipo hanno generalmente l'estensione .3gp.
Concepito appositamente per permettere servizi di videotelefonia, questo formato è utilizzato soprattutto per la registrazione di file multimediali nei telefoni cellulari e la loro trasmissione via MMS.

## Specifiche
Dal punto di vista tecnico, il formato 3gp è specificato in conformità allo standard ISO base media file format (ISO/IEC 14496-12). Il tipo MIME corrispondente è video/3gpp (è tuttavia possibile che un file 3gp contenga soltanto audio).

### Codec video
Per la codifica del video si utilizzano i codec
- MPEG-4
- H.263

### Codec audio
Per l'audio ci si serve dei codec:
- AMR
- AAC

ma non tutti i telefoni cellulari supportano questi codec.
Un'altra caratteristica notevole è la definizione di una modalità per il download progressivo del file durante la riproduzione.

## Software
3GP è uno dei formati supportati da Windows Media Player 12, da QuickTime 6.3 e VLC media player. È inoltre uno dei formati supportati da FFmpeg.